# Caecognathia sanctaecrucis
Caecognathia sanctaecrucis is een pissebed uit de familie Gnathiidae. De wetenschappelijke naam van de soort is voor het eerst geldig gepubliceerd in 1972 door Schultz.